# Zavižan (szczyt)
Zavižan albo Veliki Zavižan – szczyt w Welebicie Północnym o wysokości 1676 m.
Ma kształt stożka, jest skalisto-kamienistym szczytem, jednym z wyższych w Welebicie. Znajduje się nad Kotliną Zavižańską na obszarze Parku narodowego Welebit Północny. W pobliżu znajdują się: stacja meteorologiczna Zavižan, najwyżej leżąca stacja meteorologiczna w Chorwacji oraz schronisko górskie Zavižan i rezerwat botaniczny Zavižan-Balinovac-Velika kosa. W pobliżu stacji meteorologicznej posadzone są egzemplarze Degenia velebitica. Stacja meteorologiczna zaczęła działać 1 października 1953. W 1967 chorwacki botanik Fran Kušan założył w Modrić-dolacu u podnóża Zavižana ogród botaniczny.
Na północnej stronie rośnie las świerkowy, niska buczyna i kosodrzewina. Nadmorska strona jest stroma i kamienista. Na wysokości do około 1300 m rośnie nadmorski las bukowy. Na Zavižanie rosną liczne rzadkie, endemiczne i cenne rośliny, jak Melampyrum velebiticum, pełnik europejski, mikołajek alpejski, Edraianthus tenuifolius, chaber barwny i liczne inne gatunki roślin.